# The Pied Pipers
The Pied Pipers ist ein US-amerikanisches Vokalensemble, das in verschiedenen Besetzungen ab 1937 bestand und in den 1940er Jahren sehr erfolgreich war.

## Geschichte
Die Gruppe bestand zunächst aus sieben Männern (John Huddleston, Hal Hopper, Chuck Lowry, Bud Hervey, George Tait, Woody Newbury, Dick Whittinghill), zu der die Sängerin Jo Stafford stieß. Erfolg hatten sie, als sie sich 1939 Tommy Dorsey anschlossen, der allerdings aus finanziellen Gründen nur ein Quartett übernahm: Jo Stafford, ihr damaliger Ehemann John Huddleston, Chuck Lowry, Billy Wilson. I’ll Never Smile Again (worin auch Frank Sinatra sang) mit dem Dorsey Orchester stand 1940 zwölf Wochen auf Platz 1 der US-Charts. Der Song war von der Autorin Ruth Lowe Dorsey angeboten worden, der sich dafür aber zunächst nicht erwärmen konnte und ihn Glenn Miller überließ, der ihn in schnellerem Tempo aufnahm. Die Pipers und Sinatra wollten aber eine intimere Aufnahme, nachdem sie kurz zuvor die Autorin Ruth Lowe getroffen hatten (die ihren Ehemann gerade verloren hatte). Dorsey schlug vor ihn so vorzutragen, als ob man sich privat am Klavier träfe. Er wurde einer der größten Hits von Tommy Dorsey. Jo Stafford sang auch solo mit der Band. Sinatra, dessen Karriere bei Dorsey begann, bemühte sich sehr mit den Pipers zu harmonieren. Ein weiterer erfolgreicher Titel des Teams war Let’s Get Away from It All.
Mitte 1942 verließen die Pipers die Dorsey Band ebenso wie Sinatra und viele Bandmitglieder, die eingezogen wurden. Jo Stafford pausierte vorübergehend bei den Pipers, um mehr Zeit mit ihrem Mann Paul Weston zu verbringen, der zum Militär musste. John Huddleston wurde ebenfalls eingezogen und durch Hal Hopper ersetzt. 1944 ersetzte June Hutton Jo Stafford, die eine Solokarriere verfolgte. Die Pied Pipers waren in der Folge auch ohne Big Band erfolgreich: Sie nahmen für Capitol Records auf, arbeiteten viel mit dem Songwriter und Capitol-Gründer Johnny Mercer (z. B. waren sie 1944 regelmäßig in seiner Radio-Show), wirkten 1944 in dem Musicalfilm Sweet and Low-Down mit, und hatten im März 1945 mit Dream von Johnny Mercer einen großen Hit (18 Wochen Nr. 1 in den Billboard Charts) und 1948 mit My Happiness. Sie sangen auch viel 1944 bis 1947 mit Frank Sinatra in dessen Radio Show. 1950 ersetzte Sue Allen June Hutton und wurde später durch Virginia Marcy ersetzt. Auch bei den Männern gab es mehrfach Umbesetzungen. Sie sangen auch nach dem Ende der Bigband-Ära weiter zusammen und traten in den 1950er Jahren im Fernsehen auf. In den 1960er Jahren traten sie mit der Tommy Dorsey Ghost Band auf. Die Gruppe besteht noch heute, zurzeit aus Nancy Knorr, Don Lucas, Kevin Kennard, Chris Sanders und David Zack, die mit dem Jimmy Dorsey Orchester auftreten.
1945 bis 1949 waren sie Sieger im Bereich Vokalensemble der Down Beat Reader Polls. 1998 wurde ihr mit Johnny Mercer entstandener Hit Ac-Cent-Tchu-Ate the Positive (Accentuate the Positive, 1945) in die Grammy Hall of Fame aufgenommen.